# 二条陣屋

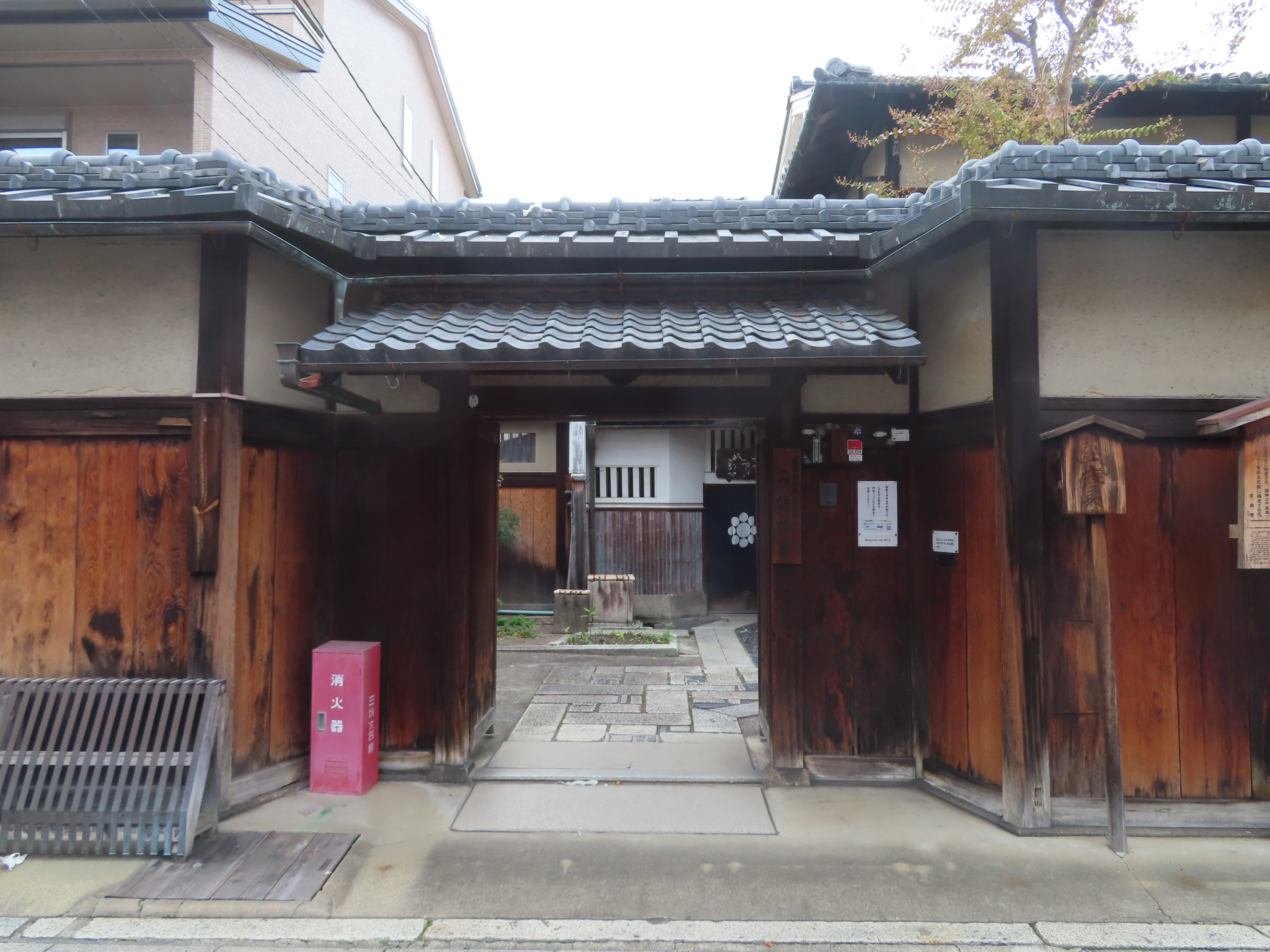
二条陣屋（2023年11月）

二条陣屋（にじょうじんや）は、京都府京都市中京区三坊大宮町にある町家。建築物3棟と土地が国の重要文化財に指定されている（指定名称は「小川家住宅」）。
当住宅は、二条城の南方、洛中の西のはずれに近い、大宮通御池下る三坊大宮町にあり、大宮通の西側に屋敷地がある。屋敷地は表間口16メートル余、裏間口40メートル余、奥行40メートルで、表間口に比して裏間口と奥行が大きく、京の町屋の中でも最大級の規模を有する。主屋は木造2階建（一部3階）、桟瓦葺き。商家であるとともに、大名の宿泊所である公事宿（くじやど）を兼ねた特異な住宅である。外観上の特色は、防火のため外面をすべて漆喰で塗籠めとし、窓も虫籠窓（むしこまど）しか開けないことで、一般の京町屋とは異なった外観となっている。建立年代については、天明8年（1788年）の大火以後、18世紀末ごろと推定される。

## 文化財指定
当住宅は1944年（昭和19年）に国の重要文化財（当時の国宝保存法に基づく旧国宝）に指定された（指定名称は「小川家住宅」）。民家建築としては、大阪府羽曳野市の吉村家住宅（1937年指定）に続いて2番目の指定である。主屋、北土蔵、西土蔵の3棟が重要文化財に指定されている。1980年には土地1,272.32平方メートルが重要文化財に追加指定された。
指定時の官報告示では、主屋の構造規模は以下のように記載されている。
- 居室部 桁行13.9m、梁間15.4m、切妻造段違、南面及び東面庇付
- 客室部 桁行8.9m、梁間14.7m、切妻造、北面及び西面各突出部及び庇付、東面庇附属
- 取合部 桁行5.9m、梁間8.9m、切妻造、南面及び北面庇付、東面居室部、西面客室部に接続
- 二階建、客室部一部三階、桟瓦葺

## 小川家
当住宅の居住者である小川家の出自については、通説では伊予今治城主の小川祐忠（土佐守）の末裔であるとされる。祐忠は豊臣秀吉の没後、武士をやめて近江高島郡今津に住んでいたが、その子の千橘（せんきつ）が、寛文10年（1670年）に伯父を頼って上洛し、萬屋（よろずや）平右衛門を名乗って米両替商を営んだという。その後、7代目平右衛門の時から薬種商を兼業したという。二条城に近いこの界隈には町奉行所、京都所司代などの役所が所在したことから、小川家ではいつのころからか、これらの役所を訪れる諸国の大名などを宿泊させるようになり、「陣屋」の称が生じたという。

なお、小川祐忠を当家の祖とすることについては古文書の裏付けを欠き、確証はないとする説もある。また、小川家の祖については奈良の春日社の神官の出であるとする別伝もある。

## 建築
当住宅は前述のように奥行が深く、小部屋を多数設けていて、間取りは複雑である。もとは大宮通に面して、つし2階（厨子2階）付きの店舗棟が存在したが、これは大正天皇の大典の際に取り壊され、その奥に建つ居室部と客室部が現存している。ただし、居室部南側の玄関や台所の部分も大正期に改造を受けている。
東西に細長い主屋の手前（東側）が居室部、その西奥に接続するのが客室部で、それぞれの部分には以下の諸室が設けられている。
- 居室部1階 内玄関、土間、台所、板間、玄関の間（6畳）、女中部屋（長5畳）、居間（6畳）、囲いの間（5畳）、北の間（3畳）、茶室（2畳）、仏間（2畳）
- 居室部2階 前六畳（6畳）、前三畳（3畳）、菊の間（3畳と4畳半）、雁の間（6畳）、囲の間（4畳半）、茶室（2畳）
- 客室部1階 八影の間（6畳）、お能の間（8畳）、大広間（15畳）、春日の間（6畳）、皆如庵（1畳台目茶室）、水屋（2畳）、脱衣場（3畳）、湯殿
- 客室部2階 赤壁の間（6畳と8畳）、蘇鉄の間（苫船の間、8畳）、長五畳（5畳）、三階居間（3畳）、三階茶室（3畳）（「三階居間」と「三階茶室」は、他の部屋よりやや高い位置にある。）

大広間（15畳）は、主屋西端のもっとも奥まったところに位置する。北側に床の間を設け、その右に床脇（天袋、違棚付き）、左に地袋を設ける。さらに地袋から矩折りの西側には付書院がある。天井は桐材の格天井である。以上のように、床、棚、付書院を備えた書院造を基調としつつ、長押に打たれた磁器製の釘隠、室境の桑材の欄間に施された捻梅（ねじりうめ）の透彫など、随所に数寄屋風の意匠がみられる。天井裏には武者溜があり、そこから室内の様子を窺えるようになっているが、下から見上げると明かり取りの天窓にしか見えない。天袋の絵は狩野永真筆、地袋の漆絵は小川破笠の作といわれている。
大広間の西にある「お能の間」は8畳間であるが、畳を上げるとその下は檜板張りになっており、能舞台として使用できるようになっている。床下には音響効果を高めるため、4つの甕がいけられている。室の東側と西側の障子は、段襖と称する特殊なもので、紙張の部分と板張の部分とが交互に段替わりになっている。これは、演能時や夜間には板張の部分をずらして紙張の部分を覆うことによって普通の板戸に変化する。脇の廊下は能舞台の橋掛の役を果たし、壁には橋掛と同様、松が描かれている。
大広間から廊下を隔てて北側にある「春日の間」（6畳）は、床の間の壁貼付絵として三笠山を描く。これは小川家の出自が春日神官であったという家伝にちなむものである。2階の西側のもっとも奥にある「蘇鉄の間」（8畳）は「苫船の間」とも呼ばれ、天井の形状など、室全体が屋形船に見立てられている。以前はこの室の下に池があったという。
この建物は全体に防火、防犯を重視した造りになっている。外壁は前述のとおり軒裏まで漆喰で塗籠め、窓は虫籠窓に土戸とするが、これらは防火上の配慮である。垂木先には鉤状の金具が取り付けられており、隣家が火災の場合にはここに濡れ筵を掛けて延焼を防ぐ。邸内には12か所の井戸があり、各井戸は相互に銅製の樋で繋がっていて、1つの井戸から大量の水を汲み出しても枯れない仕組みになっている。防犯面の工夫としては、前述の武者溜のほか、1階湯殿前廊下の吊り階段（平素は吊り上げておく）、1階仏間奥の隠し階段、大広間付近の二重になった廊下などがある。